# Eublemma leuconeura
Eublemma leuconeura là một loài bướm đêm trong họ Erebidae.